# 张肇毅
张肇毅（1950年—），台湾花莲人，汉族，中华人民共和国政治人物，第十一届全国人民代表大会天津地区代表。
毕业于天津联合业余大学。台盟党员。2008年，当选为全国人大代表。